# Dipoenata longitarsis
Dipoenata longitarsis är en spindelart som först beskrevs av Denis 1962.  Dipoenata longitarsis ingår i släktet Dipoenata och familjen klotspindlar.
Artens utbredningsområde är Madeira. Inga underarter finns listade i Catalogue of Life.